# Gurley (Alabama)
Gurley es un pueblo ubicado en el condado de Madison, Alabama, Estados Unidos. Tiene una población estimada, a mediados de 2021, de 825 habitantes.

## Geografía
La localidad está situada en las coordenadas 34°42′5″N 86°22′49″O / 34.70139, -86.38028 (34.701364, -86.380271).
Según la Oficina del Censo de los Estados Unidos, tiene un área total de 9.56 km², de la cual 9.53 km² corresponden a tierra firme y 0.03 km² son agua.

## Demografía

### Censo de 2020
Según el censo de 2020, en ese momento había 816 personas residiendo en la localidad. La densidad de población era de 85.62 hab./km².
| Raza                   | Núm. | Porc.  |
| ---------------------- | ---- | ------ |
| Blancos                | 646  | 79.17% |
| Afroamericanos         | 71   | 8.70%  |
| Amerindios             | 9    | 1.10%  |
| Asiáticos              | 8    | 0.98%  |
| Otras razas            | 6    | 0.74%  |
| De una mezcla de razas | 76   | 9.31%  |
| Total                  | 816  | 100%   |

Del total de la población, el 1.96% eran hispanos o latinos de cualquier raza.

### Censo de 2000
En el 2000, los ingresos promedio de los hogares de la localidad eran de $23,831 y los ingresos promedio de las familias eran de $26,875. Los ingresos per cápita para la localidad eran de $13,271. Los hombres tenían ingresos medios por $31,146 frente a los $20,000 que percibían las mujeres.